# Le Baiser de l'hôtel de ville
Pour les articles homonymes, voir Le Baiser.
Le Baiser de l'hôtel de ville est une photographie en noir et blanc du photographe français Robert Doisneau. Prise en 1950 à proximité de l'hôtel de ville de Paris, elle représente un homme et une femme qui s'embrassent tout en marchant sur un trottoir encombré de passants, devant une terrasse de café.

## Contexte
Robert Doisneau passe sa carrière à capturer la Ville Lumière qu'est Paris dans la période de l'après-guerre. Il réalise de nombreux clichés de baisers dont Le Baiser de l'hôtel de ville, peut-être pour redonner un peu de douceur aux Français après la Seconde Guerre mondiale et rappeler que Paris reste la ville de l'amour — même si, à cette époque, la photographie sert à illustrer la presse et les livres, et n'est pas considérée comme une œuvre artistique.

## La photo
La photographie a été réalisée par Robert Doisneau pour le magazine Life qui l'a publiée le 12 juin 1950 au sein d'une série de photographies sur le thème de l'amour à Paris au printemps,. C'est une photographie en noir et blanc, technique qui caractérise le travail de Doisneau, choisie sans doute par manque d'argent plus que par souci esthétique. La scène est jouée par deux étudiants en théâtre, Françoise Delbart (épouse Bornet) et son petit ami Jacques Carteaud, alors élèves au Cours Simon. Le photographe les avait repérés dans un café parisien et, les ayant vus s'embrasser, leur avait proposé une séance de prise de vue en pleine rue, moyennant une rétribution de 500 francs. Il fournira d'ailleurs le tirage original à Françoise Bornet après la séance. L'identité des deux protagonistes reste longtemps inconnue du grand public qui s'imagine que cette prise de vue est spontanée. Mais le regard de la femme située derrière le couple constitue un élément qui dévoile la mise en scène. Les passants qui sont autour des amoureux sont, eux, de vrais anonymes. Ils marchent tous dans le même sens alors que les deux protagonistes semblent immobiles comme si le temps était figé l'instant du baiser. En bas à gauche de la photo, un homme est attablé. Il permet au photographe d'adopter un point de vue qui donne la possibilité au spectateur de s'identifier au client du café et donc d'être témoin direct de cette scène romantique.
Cette photographie, tombée dans l'oubli pendant près de trente ans, est devenue célèbre avec la commercialisation, en 1986, de 410 000 exemplaires d'un tirage en format affiche, un record mondial. Doisneau expliquera ce succès en affirmant « C'est le symbole d'un moment heureux ».

## Contentieux
Ce cliché a été au cœur de nombreux contentieux. Elle a été au cœur de deux procédures judiciaires, dont un procès retentissant du vivant de Robert Doisneau. En 1992, le couple Lavergne revendique être les amants de l'hôtel de ville, et réclament 500 000 francs au photographe pour violation de sa vie privée. Ce procès fait ressurgir Françoise Bornet qui se fait connaître de Robert Doisneau et fournit, pour prouver qu'elle est bien l'un des protagonistes, un cliché original, numéroté et estampillé que le photographe avait donné aux amants après la séance photo. Françoise Bornet fait, elle aussi, un procès et réclame 100 000 francs de rémunération complémentaire, ainsi qu'un pourcentage sur les bénéfices commerciaux. Depuis la prise du cliché, les amants se sont séparés. Jacques Carteaud refuse quant à lui de se joindre à la démarche, refusant de « transformer cette histoire photographique en histoire de fric »,.
Le 2 juin 1993, la première chambre du tribunal de grande instance de Paris,,,,,,,,, déboute les demandeurs. Les époux Lavergne n'ont pas réussi à prouver qu'il s'agissait bien d'eux sur le cliché. Quant à Françoise Bornet, Robert Doisneau lui-même la reconnaît comme étant la protagoniste. Mais le tribunal considère qu'elle ne peut se prévaloir d'un droit à l'image n'étant, du fait de sa position, pas reconnaissable sur le cliché. Les époux Lavergne interjettent appel mais le jugement du 2 juin 1993 est confirmé le 10 décembre 1996 par la cour d'appel de Paris,. Le 16 mars 1999, la Première chambre civile de la Cour de cassation rejette le pourvoi des époux Lavergne qui attaquaient l'arrêt de la cour d'appel.
Françoise Bornet a mis en vente son cliché original, le 25 avril 2005. Mis à prix à 10 000 € lors de la vente aux enchères d'Artcurial à l'hôtel Dassault à Paris, il sera adjugé 155 000 € (185 000 € frais compris) en présence de sa propriétaire, record qui n'est pas seulement dû à la célébrité de l'image mais qui s'explique également par la qualité du tirage, contemporain de la prise de vue,.

## Postérité
En 1993, Philippe Delerm s'inspire de la photo pour son roman Les Amoureux de l'hôtel de ville,.